# 980년

## 연호
- 북송(北宋) 태평흥국(太平興國) 5년
- 요(遼) 건형(乾亨) 2년
- 일본(日本) 덴겐(天元) 3년
- 딘 왕조(丁朝) 타이빈(太平) 11년
- 전 레 왕조(前黎朝) 티엔푹(天福) 원년

## 기년
- 북송(北宋) 태종(太宗) 5년
- 요(遼) 경종(景宗) 12년
- 고려(高麗) 경종(景宗) 5년
- 딘 왕조(丁朝) 폐제(廢帝) 2년
- 전 레 왕조(前黎朝) 대행제(大行帝) 원년

## 탄생
- 7월 5일 - 고려 제7대 국왕 목종. (~1009년)

### 미상
- 신성 로마 제국 오토 왕가의 4번째 왕 오토 3세. (~1002년)
- 페르시아의 철학자, 의학자 이븐 시나. (~1037년)
- 베트남의 왕조 전 레 왕조. (~1009년)
- 제143대의 교황 교황 베네딕토 8세. (~?)